# Квіткоїд гальмагерський
Квіткоїд гальмагерський (Dicaeum schistaceiceps) — вид горобцеподібних птахів родини квіткоїдових (Dicaeidae).

## Поширення
Ендемік Індонезії. Трапляється на островах Хальмахера, Моротай, Касірута, Бачан і Обі (Молуккські острови). Його природні місця проживання — субтропічні або тропічні вологі низовинні ліси та субтропічні або тропічні вологі гірські ліси.

## Спосіб життя
Як і інші квіткоїди, харчується переважно фруктами, особливо інжиром та омелою. Він також доповнює свій раціон павуками. Здобування корму здійснюється в кронах дерев поодинці або парами.